# Günther Lieder
Günther Lieder, auch Günter Lieder, (* 1947) ist ein österreichischer Schauspieler, Regisseur und Autor.
Seit 2016 ist er Präsident der Israelitischen Kultusgemeinde für Tirol und Vorarlberg, nachdem er in den 1980er Jahren zum Judentum konvertierte.

## Filmographie (Auswahl)
- 2000: Tatort: Böses Blut
- 2001: Powder Park
- 2003: Die Skrupellosen.com
- 2003: Gefährliche Gefühle
- 2003: Tatort: Tödliche Souvenirs
- 2006: Das Weihnachts-Ekel
- 2006: Esecratus
- 2007: 3 Zimmer. Küche. Tod.
- 2008: Il gioco
- 2008: Hurenkarussell
- 2008: Das Geheimnis der Wolfsklamm
- 2010: Der Bergdoktor
- 2009: Die Landärztin – Schleichendes Gift
- 2010: Die Landärztin – Um Leben und Tod
- 2011: Die Landärztin – Schicksalswege
- 2012: K2 – La montagna degli italiani
- 2013: Zersplitterte Nacht: 9. November 1938, als die Nacht am kältesten war...